# 尾紋半帶麗魚
尾紋半帶麗魚（学名：Hemitaeniochromis urotaenia）為輻鰭魚綱鱸形目隆頭魚亞目慈鯛科的其中一種，分布於非洲馬拉威湖流域，體長可達22公分，棲息在沙底質水域，成小群活動，生活習性不明，可作為觀賞魚。